# Osteófito
Osteófitos conhecidos popularmente como bicos de papagaio, são formações ósseas em forma de gancho que se desenvolvem em torno dos discos da coluna vertebral nos seres humanos e animais em certos casos de afecções reumáticas, como a osteoartrose.
A adoção de posturas erradas leva, ao longo do tempo, a lesões das articulações vertebrais. Os bicos-de-papagaio são decorrentes da protrusão progressiva do anel fibroso do disco intervertebral, dando origem à formação de formações óssea cujos efeitos são agravados pela desidratação gradual do disco intervertebral, causando a aproximação das vértebras, comprimindo a raiz nervosa e causando dores e fenômenos reflexos.